# 伏見俊昭
伏見 俊昭（ふしみ としあき、1976年2月4日 - ）は日本の競輪選手、自転車競技選手である。福島県白河市出身。（旧）日本競輪学校第75期卒業。日本競輪選手会福島支部所属。師匠は班目秀雄。初出走は1995年4月15日の伊東温泉競輪場で初勝利は同年5月6日の四日市競輪場。身長181cm、体重86kg、水瓶座のO型。既婚。

## 自転車競技での戦績
福島県立白河実業高等学校在学中から自転車競技を始め、競輪選手としてデビュー後も、アジア選手権や世界選手権自転車競技大会などへ毎年のように出場を続けたが、2000年のシドニーオリンピック代表最終選考会でコンマの差で落選し、挫折を味わう。
次大会、2004年のアテネオリンピックの自転車競技代表に選ばれ、ついに夢を実現させた。チームスプリント種目で第2走者として出場し、長塚智広・井上昌己の頑張りもあったが、自身のタイムが伸びず金メダルを逃す。
2008年の世界自転車選手権（マンチェスター）のケイリンでは決勝5着。北京オリンピックのケイリン種目に出場したが結果は最下位に終わる。

## 競輪選手としての戦績
デビューした翌年にトップクラスのS級へ昇格を果たした。1997年11月の競輪祭新人王決勝戦では2着。
2001年に函館競輪場でのふるさとダービーを優勝してからは一気に上位へ進出し、オールスター競輪を優勝し特別競輪を制覇しただけなく、KEIRINグランプリ01にも優勝（歴代12人目）してその年の賞金王に輝いた。
なお2004年にアテネオリンピックで銀メダルを獲得する直前にも日本選手権競輪で優勝を果たしており、メダル獲得への弾みをつけていた。
その後しばらくビッグレースでの勝利には恵まれなかったが、2007年、北京五輪挑戦のためのワールドカップシリーズ転戦の中、12月30日のKEIRINグランプリ07に獲得賞金上位(4位)で出場。先行する山崎芳仁の番手より小嶋敬二の後ろに切り替え、最終直線で先頭に立った小嶋を抜き去って、6年ぶりのグランプリ制覇を飾り、2001年以来2度目の賞金王となると共に生涯獲得賞金が10億円突破となった（2010年4月30日時点での生涯獲得賞金は12億3703万1821円）。
2008年9月15日、北京オリンピック帰りとなる一宮競輪場でのオールスター競輪に出場、決勝戦で紫原政文、新田康仁の追い込みを抑え、2001年以来、2度目のオールスター競輪制覇を飾った。この際の優勝インタビューの最後で、開催中に競走中の不慮の事故で非業の死を遂げた内田慶に対し、他地区であるのにもかかわらず「そして内田慶、ありがとう」と涙ながらに叫ぶように語った場面は今でも語り草になっている。
2009年は1月の競輪祭決勝で2着となり、5月5日、岸和田競輪場にて新設されたGI競走である『SSシリーズ風光る』に出場し、その決勝戦で最終周回3コーナーからの捲りで、先に抜け出していた小嶋敬二をゴール寸前で捕らえ新設GI競走第1回優勝を果たした。そして7月の寛仁親王杯決勝でも3着に入り、これらにより年間獲得賞金が上位(4位)になったことからKEIRINグランプリ09へ出場し3着となる。
2010年は10月11日に奈良競輪場で開催された共同通信社杯秋本番の決勝において、新田祐大 - 山崎芳仁の3番手から抜け出し優勝、これにより年間獲得賞金上位としての最後枠（7位）でKEIRINグランプリ2010へ出場したが、またも3着となる。
2011年は東日本大震災により自宅が被害を受けたため、交流のあった岩見潤（三重・71期）を頼って、松阪に避難し練習を続けることになったが、8月の全日本選抜競輪決勝では逃げる山崎芳仁の後位から最終バック過ぎに番手捲りを放ち、そのまま押し切って優勝した。なおKEIRINグランプリ2011は6着となっている。
S級S班のメンバーとしては2008年に創設されてから2012年まで連続して維持し続けていたが、2012年はGI決勝に勝ち残ったのが競輪祭の決勝9着のみにとどまり、年間獲得賞金も上位に届かなかったため、KEIRINグランプリ2012への出場が叶わず、2013年よりS級1班に所属している。
S級S班の復帰を目指す、2013年ではあるが、目立った成績を残せず低迷が続いている。中でも印象的だったのが、2013年3月3日京王閣競輪場で行われたF1戦の決勝戦において、目標とした同県の新田祐大の番手から身勝手に切り替え、立て直そうと後方から必死で捲る新田祐大をブロックするという暴挙に出る。これは、普段他地区の選手の捲りは止めないのに、味方にはブロックという矛盾な行動と、ナイター開催という事でレース観戦をしている人が多かった事からファンの怒りを買い、このレース以降は伏見選手へ野次が更に増えてしまった。だが、高松宮記念杯競輪決勝では3着であった。
また、初年度より参加が続いていたサマーナイトフェスティバルだが、参考期間において優勝が無かった為、連続出場が8で途切れることになった（2014年から再び出場している）。
2013年12月、KEIRINグランプリ直前に、自身が理事長を務めていたSS11（エスエスイレブン）が、オリンピックや選手年金への対応の不満から日本競輪選手会を離脱し、新団体として活動することを記者会見で発表した。しかし、これに対し日本競輪選手会が同じレースへの出走拒否、除名処分を掲げて猛反発したことで、結局はいかなる処分も受け入れるとしてわずか1ヶ月足らずでSS11を解散、謝罪することとなった。その処分を受け、伏見も2014年5月から半年間の斡旋自粛（事実上の斡旋停止）処分を受け、半年間の自粛欠場状態となった（実際は8月から解禁された）。
2015年7月、2年ぶりにGIレース決勝戦（寬仁親王牌）に進出、結果は8着で終わった。
2019年10月21日、京王閣競輪GIII3日目第7レースで1着となり、通算34人目となる通算500勝を達成した（デビューから25年目での達成）。規程に基づき、2020年1月24日にいわき平競輪場にて通算500勝表彰式が執り行われた。
2022年上半期はS級2班に降格だが、下半期にはS級1班へ復帰。

## 主な獲得タイトルと記録
- 2001年 - オールスター競輪（岐阜競輪場）、KEIRINグランプリ01（平塚競輪場）
- 2004年 - 日本選手権競輪（静岡競輪場）
- 2007年 - KEIRINグランプリ07（立川競輪場）
- 2008年 - オールスター競輪（一宮競輪場）
- 2009年 - SSシリーズ風光る（岸和田競輪場）
- 2011年 - 読売新聞社杯全日本選抜競輪（岸和田競輪場）
- 年間賞金王2回 - 2001年、2007年
- 年間獲得賞金2億円突破 - 2001年
- 2014年7月現在、通算獲得賞金15億82万3843円
- 通算500勝達成 - 2020年1月24日
- オールスター競輪連続出場記録 - 27回※第40回より第66回まで[7]
- 日本選手権競輪連続出場記録 - 26回（小倉竜二に次ぐ歴代2位タイ）※第51回より第76回まで[8]
  - なお、新型コロナウイルス緊急事態宣言発令により中止された第74回（2020年）については、事前に出場契約を締結していたため、出場したと見做され連続出場記録にカウントされている。

## 競走スタイル
先行や捲りの戦法における実力は高く、スピードの違いからスマートな勝ち方をする事が多かったが、時にライバル選手と先行での争いになった場合は積極的な先頭争いを演じる一面もあった。現在は同県の後輩が数多くいることから番手を回る競走が多く、自力を繰り出す時の実力は他の選手に引けを取らなかったが、最近はその自力も通じず、番手選手としての仕事もこなせていない。

## エピソード
- 2004年の銀メダル獲得後、長塚、井上と共に「競輪場に小池栄子」のテレビCMに出演した。
- 2009年6月5日放送のいきものがかり吉岡聖恵のオールナイトニッポンのスタジオを見学に訪れ、5分ほどではあるがパーソナリティの吉岡聖恵とトークをした。この中で伏見は、いきものがかりのライブをたびたび訪れていて、この年のツアーの郡山市や厚木市などでの公演に参加したこと、レース前には『気まぐれロマンティック』を聴いて気持ちを高めていることなどを明かした。また、2009年6月4日放送のリポビタンDチャレンジ スポーツリアルトーク（ニッポン放送）でのマイチャレンジソングでも『気まぐれロマンティック』について語っていた。
- JKAと女性ファッション誌のコラボ企画「09'KEIRINイケメングランプリ」では、準グランプリに輝いた（グランプリは石丸寛之）[9]。
- 風貌からつけられたニックネームは、「ゴージャス松野」。
- 麻雀が得意[10]。
- 2015年5月、その年の4月10日（ちょうど出逢って2年目）に、伏見が拠点を置く松阪市在住の、20代の一般女性と結婚していたことが明らかとなった[11][12][13]。
- 酒は基本的に飲めない。本人曰く「ビールをコップ1杯飲んだだけで頭が痛くなる」ほどの下戸だったが、俵信之を初めとする北日本の先輩に飲み会で鍛えられた結果「多少は飲めるようになった」という[14]。
- ユニフォーム広告（2023年12月で一旦制度廃止）では、ベネクス、ラ・ピスタ新橋、大正カラーなどがスポンサーとなっていた[15]。